# Gazeta Urzędowa Tomaszowska
Gazeta Urzędowa Tomaszowska (GUT) (alternatywny tytuł niemiecki: Tomaszower Amtliche Zeitung) – czasopismo lokalne, ukazujące się w Tomaszowie Mazowieckim w języku polskim i niemieckim w latach 1915–1917. Był to organ magistratu (niemieckiego), wydawany i drukowany w Tomaszowie Mazowieckim w zakładzie poligraficznym Feliksa Pruskiego. Gazeta wychodziła dwa razy w tygodniu. Pierwszy numer GUT ukazał się 1 grudnia 1915, ostatni 30 czerwca 1917 r.
Zdaniem J. Wojniłowicza, „Gazeta Urzędowa Tomaszowska” prezentuje dość jednostronne (choć interesujące) wiadomości na temat okupacji niemieckiej w Tomaszowie Mazowieckim i w całym regionie.

## Zawartość czasopisma
- materiały urzędowe – rozporządzenia władz centralnych (niemieckich), przegląd sytuacji na frontach I wojny światowej, ogłoszenia (niemieckich) burmistrzów miasta Tomaszowa Mazowieckiego, obwieszczenia niemieckiego komendanta policji w Łodzi i Tomaszowie Mazowieckim;
- materiały półurzędowe – ogłoszenia oświatowe i handlowe; reklamy kin, kursów, sklepów, usług medycznych;
- materiały prywatne – nekrologi, ogłoszenia o zagubieniu dokumentów.
- materiały edukacyjne – głównie w postaci osobnych dodatków do gazety, np. broszury dotyczące higieny i zdrowia. Por. broszurę dra J. Rotenberga, znanego dentysty tomaszowskiego, pt. Jak pielęgnować zęby i jamę ustną / Wie man die Zähne und die Mundhöhle pflegen soll (dodatek do „GUT”, Tomaszów Mazowiecki 1916, s. 1–4)

## Literatura
- Bogdan Jastrzębski, Książka i prasa w Tomaszowie Maz. do 1939 r., [w:] Materiały Sesji „Z dziejów Tomaszowa Maz” (zapis stenograficzny), Tomaszów Mazowiecki 1988, s. 18–30, zwł. 21, 29.
- Bogdan Jastrzębski, Dzieje prasy Tomaszowa Mazowieckiego do 1939 r. Pisma lokalne i mutacje, Acta Universitatis Lodziensis. Folia Librorum 6, 1995, s. 75–76.
- Jerzy Wojniłowicz, Tomaszów Mazowiecki podczas I wojny światowej w świetle „Gazety Urzędowej Tomaszowskiej”,, [w:] Piotr Zawilski (red.), Drogi do niepodległości. Materiały z sesji naukowej z okazji 80 rocznicy Odzyskania Niepodległości przez Polskę, 6 listopada 1998, Tomaszów Mazowiecki 1998, s. 39–46.